# Bin
Bin je stará jednotka hmotnosti používaná ve Vietnamu.

## Převodní vztahy
- 1 bin = 30,24 kg = 50 kan; jednotka bin měla též hodnotu 31,24 kg